# Вилхелм III (Юлих)
Вилхелм III (на френски: Guillaume III de Juliers; на немски: Wilhelm III von Jülich, † 1218 при Дамиета) от Дом Юлих-Хаймбах е граф на Юлих през 1207 – 1218 г.

## Произход
Син е на Еберхард II фон Хенгенбах († 1217/1218), господар на Хенгенбах, и Юдит (Юта) от Юлих († сл. 1190), дъщеря на граф Вилхелм I († 1176). Наследява чичо си Вилхелм II Велики († 1207), брат на майка му. През 1214 г. участва в петия кръстоносен поход и умира по време на обсадата на Дамиета в Египет.

## Фамилия
Вилхелм III фон Юлих се жени ок. 1210 г. за Матилда фон Лимбург († сл. 1234), дъщеря на херцог Валрам IV фон Лимбург и Кунигунда Лотарингска († пр. 1213), дъщеря на херцог Фридрих I от Лотарингия († 1207) и Людмила от Полша († 1223). Те имат децата:
- Вилхелм IV († 1278), граф на Юлих, женен I. 1237 г. за Маргарета фон Гелдерн († пр. 1251), II. пр. 26 януари 1260 г. за нейната сестра Рихардис фон Гелдерн († 1293/98)
- Валрам фон Юлих-Бергхайм, сеньор на Бройх и Бергхайм († 1271), женен за Мехтилд фон Мюленарк († сл. 1254)
- Дитрих († сл. ноември 1236)